# Panamá durante la Primera Guerra Mundial
La historia de Panamá en la Primera Guerra Mundial comienza oficialmente en abril de 1917, cuando Panamá decide cooperar con Estados Unidos tras la declaración de guerra de este país al Imperio alemán el 6 de abril de 1917. Más tarde, el 10 de diciembre del mismo año, Panamá se uniría a la declaración de guerra de Estados Unidos al Imperio austrohúngaro.

## Situación ante el estallido de la Gran Guerra

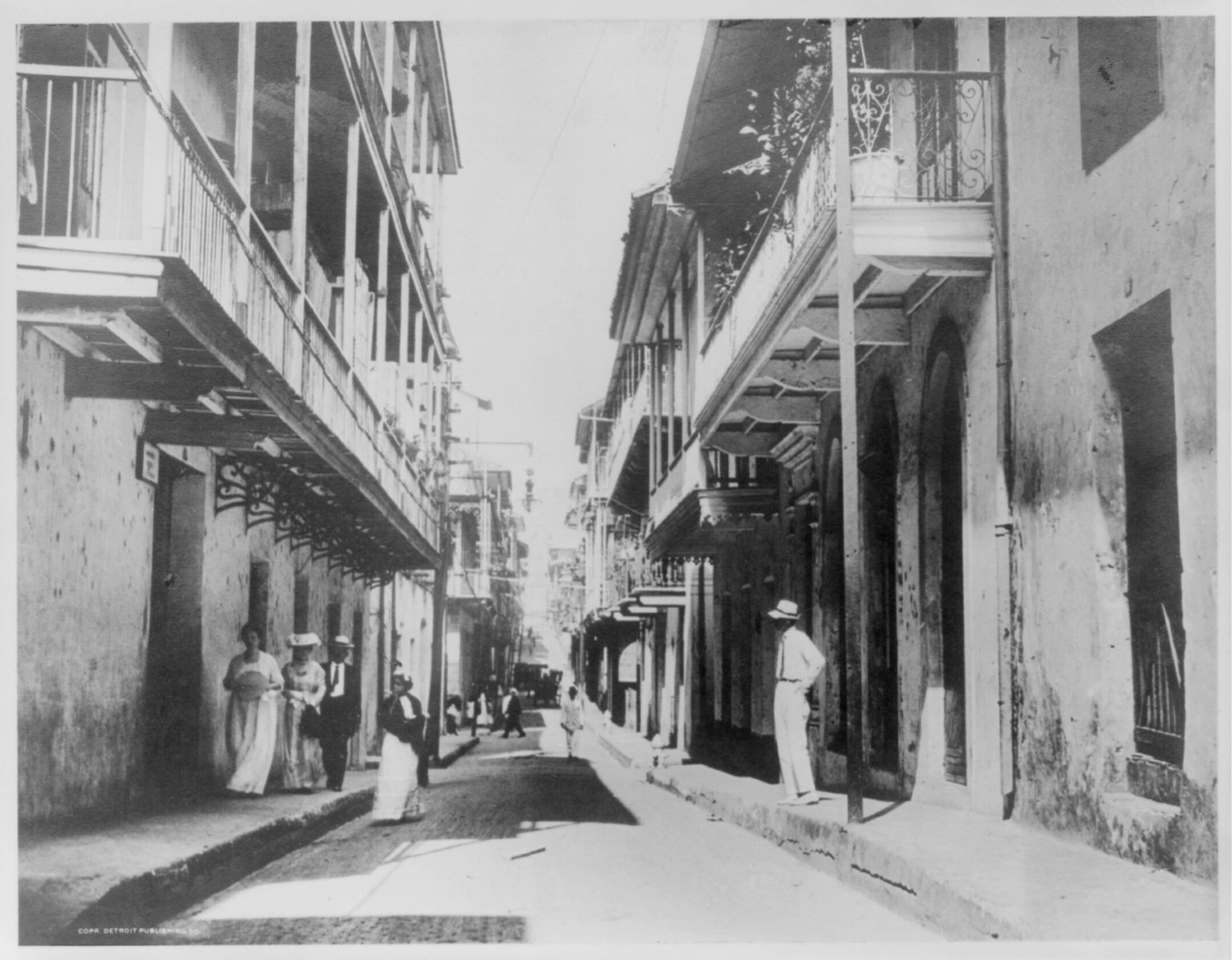
Imagen típica de una calle de Ciudad de Panamá en 1914.

El 15 de agosto de 1914, pocos días después de iniciarse la Primera Guerra Mundial, se inauguró oficialmente el Canal de Panamá, que se esperaba que dejase buenas rentas por el arriendo por parte del país a Estados Unidos tras tantos años desde el comienzo del proyecto.

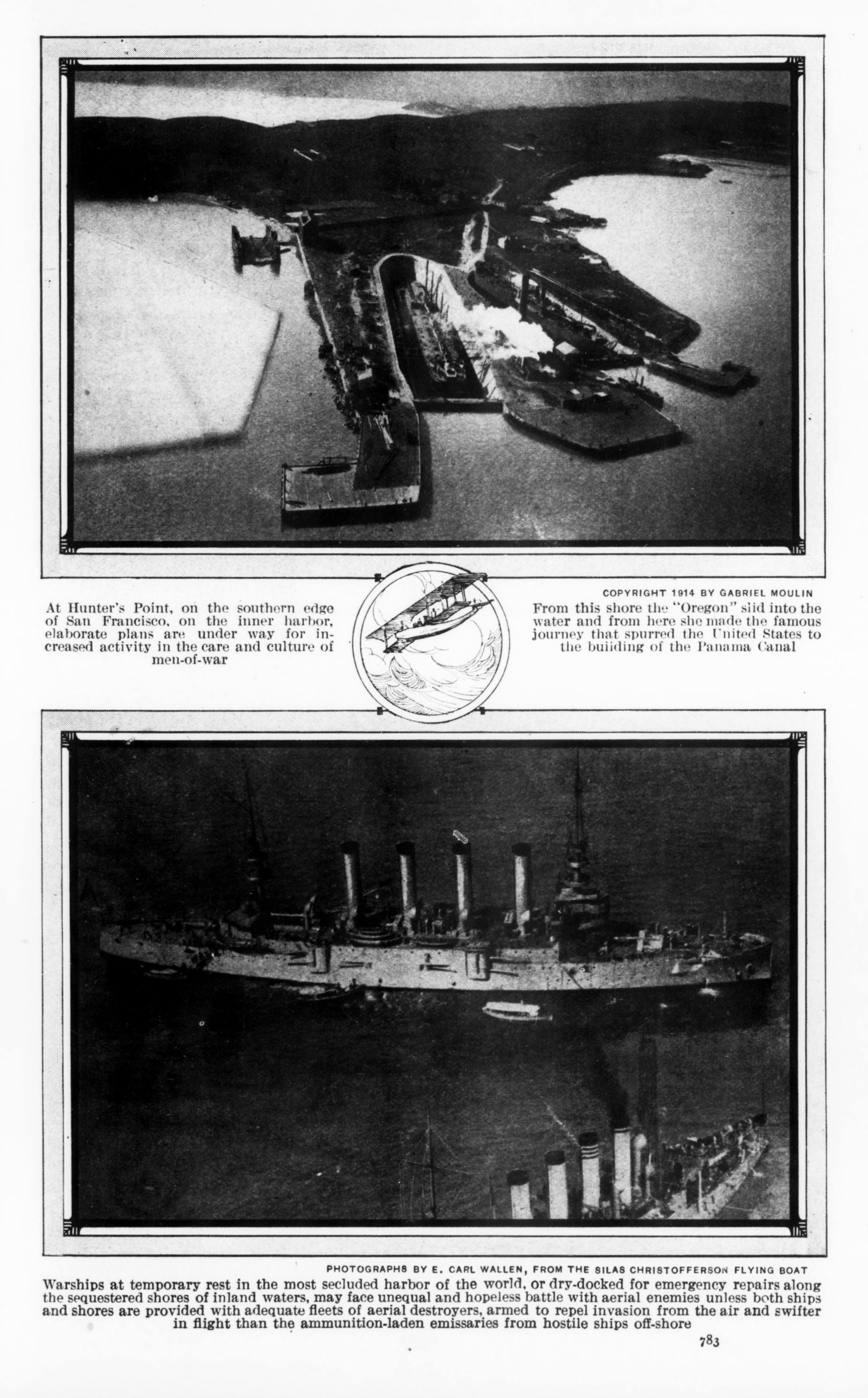
Foto del artículo de la Revista Sunset "¿Se puede destruir el Canal de Panamá desde el aire?" de abril de 1914.
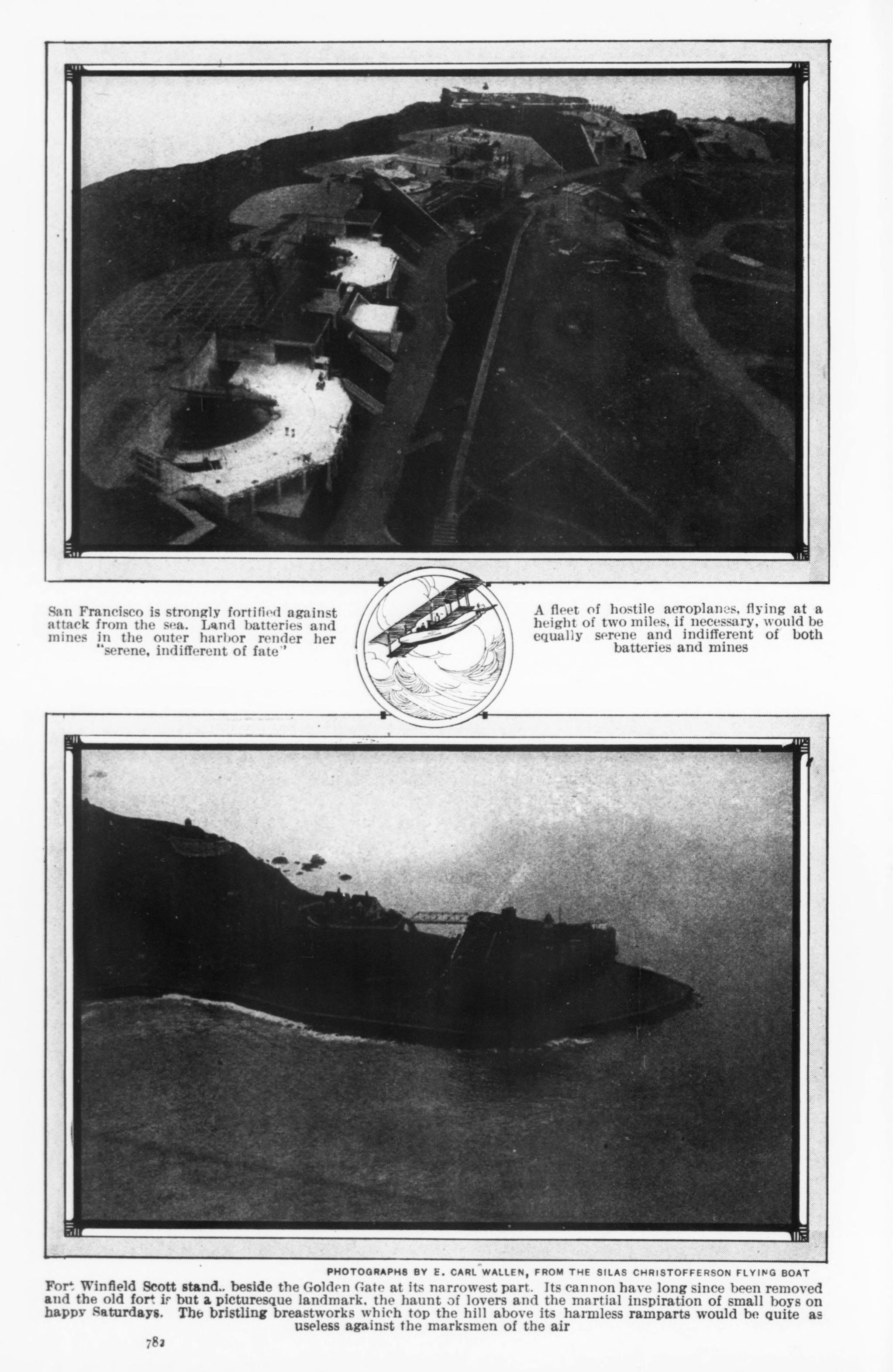
Fotos del artículo de la Revista Sunset de 1914.
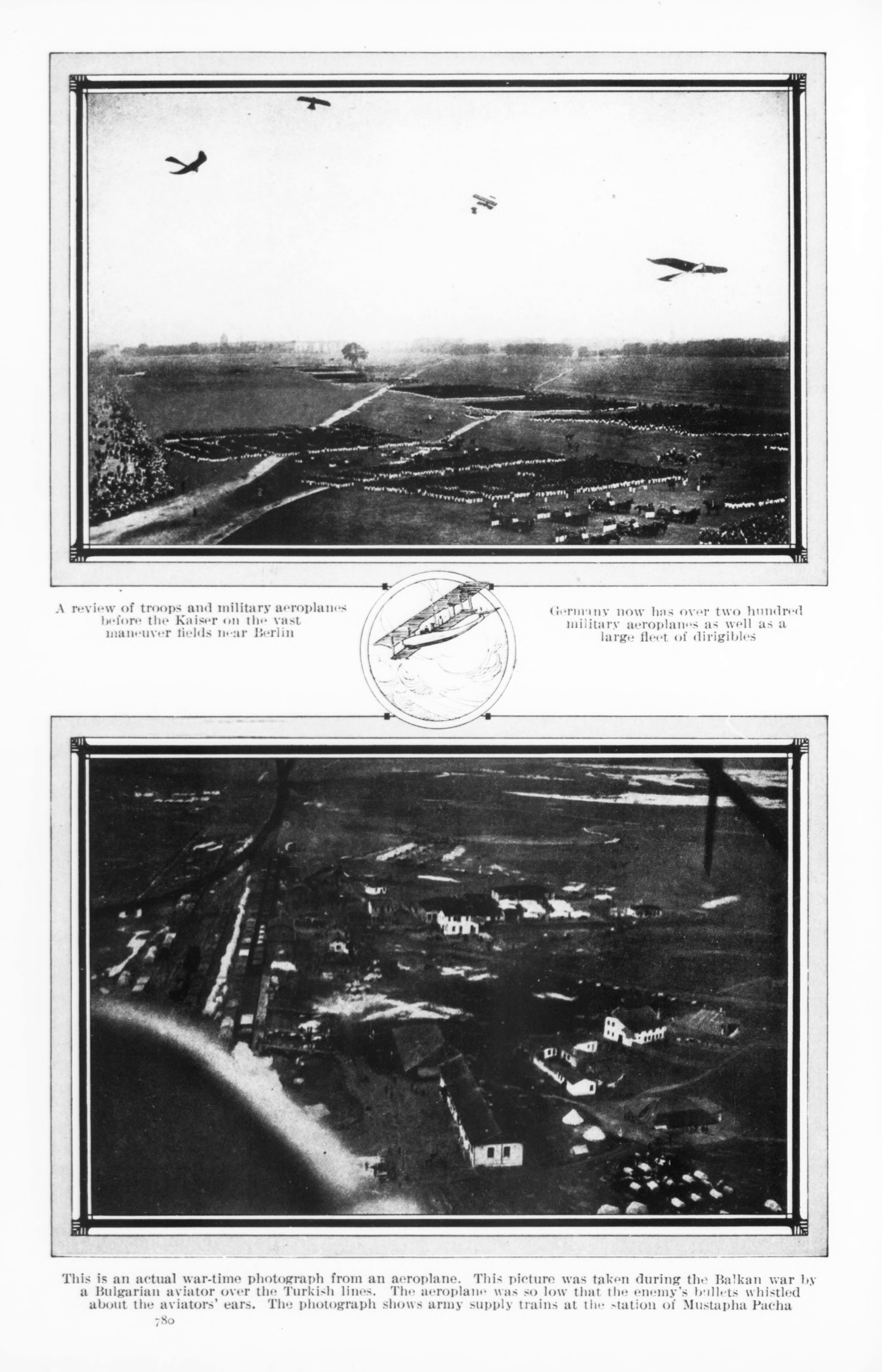
Fotos del artículo de la Revista Sunset de 1914.

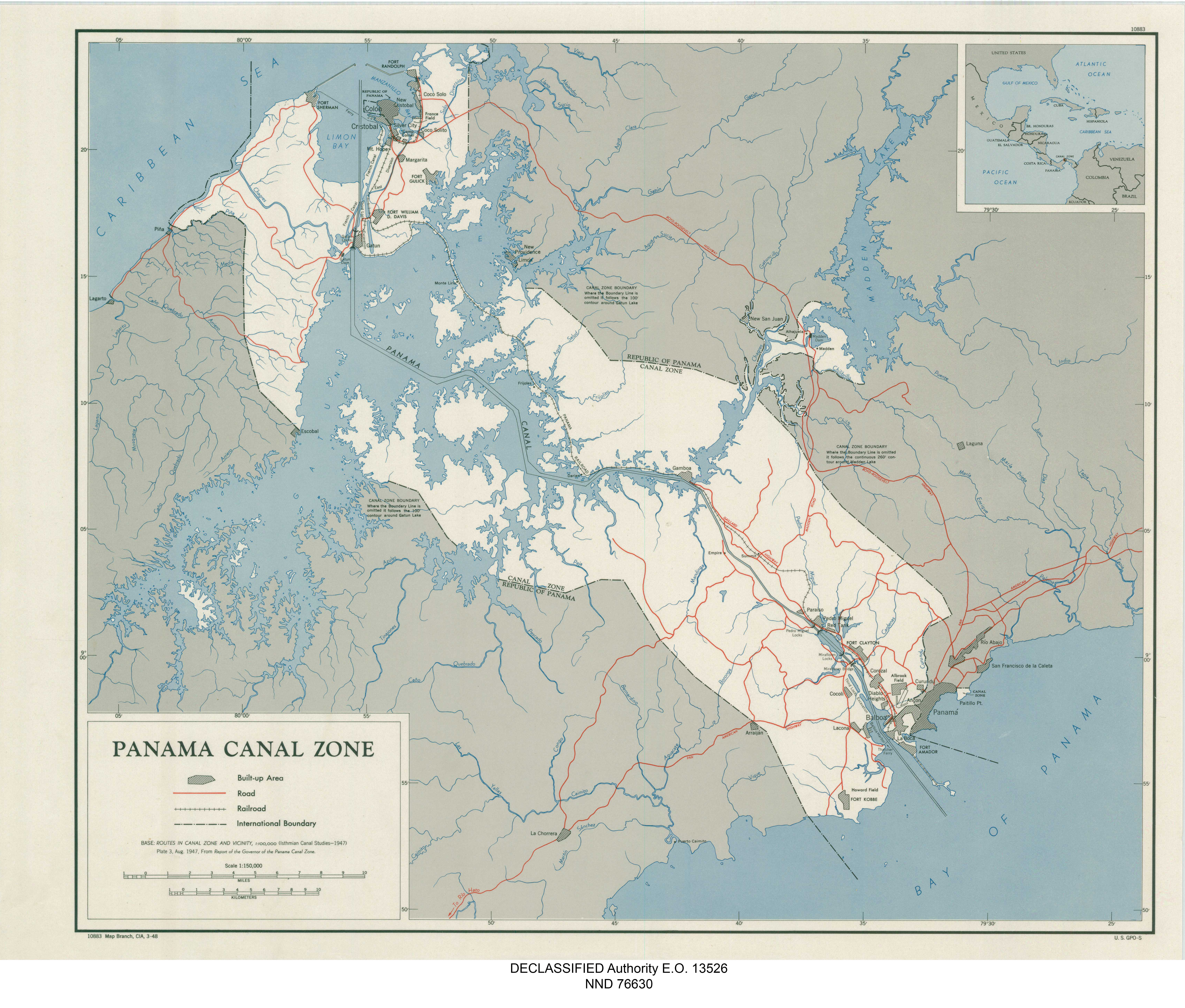
Zona del Canal de Panamá, ocupada por soldados y ciudadanos de EE. UU. entre 1903 y 1979.

Tras el primer año de guerra y la agresiva campaña de los U-Boote, quedó claro que la guerra comenzada en Europa no tendría una conclusión rápida y las consecuencias económicas de la misma iban a tener un impacto significativo en todo el Mundo. En el caso panameño, para el 1915-1916, el presupuesto nacional se basaba en rentas que se esperaba que llegasen a casi once millones de dólares estadounidenses. Sin embargo, a causa de la depresión financiera, las rentas efectivas cobradas apenas alcanzaron los 6,5 millones, lo que hizo necesarios recortes importantes al presupuesto por ejecutar.
Esta situación creó un malestar en todo el país que fue acentuándose durante toda la Primera Guerra Mundial. Entre 1916 y 1917, se sucedieron numerosas huelgas de los trabajadores del Canal de Panamá, lo cual acentuó aún más la disminución del tráfico esperado a través del mismo. Esto llevó a una situación del Tesoro verdaderamente crítica para 1918.

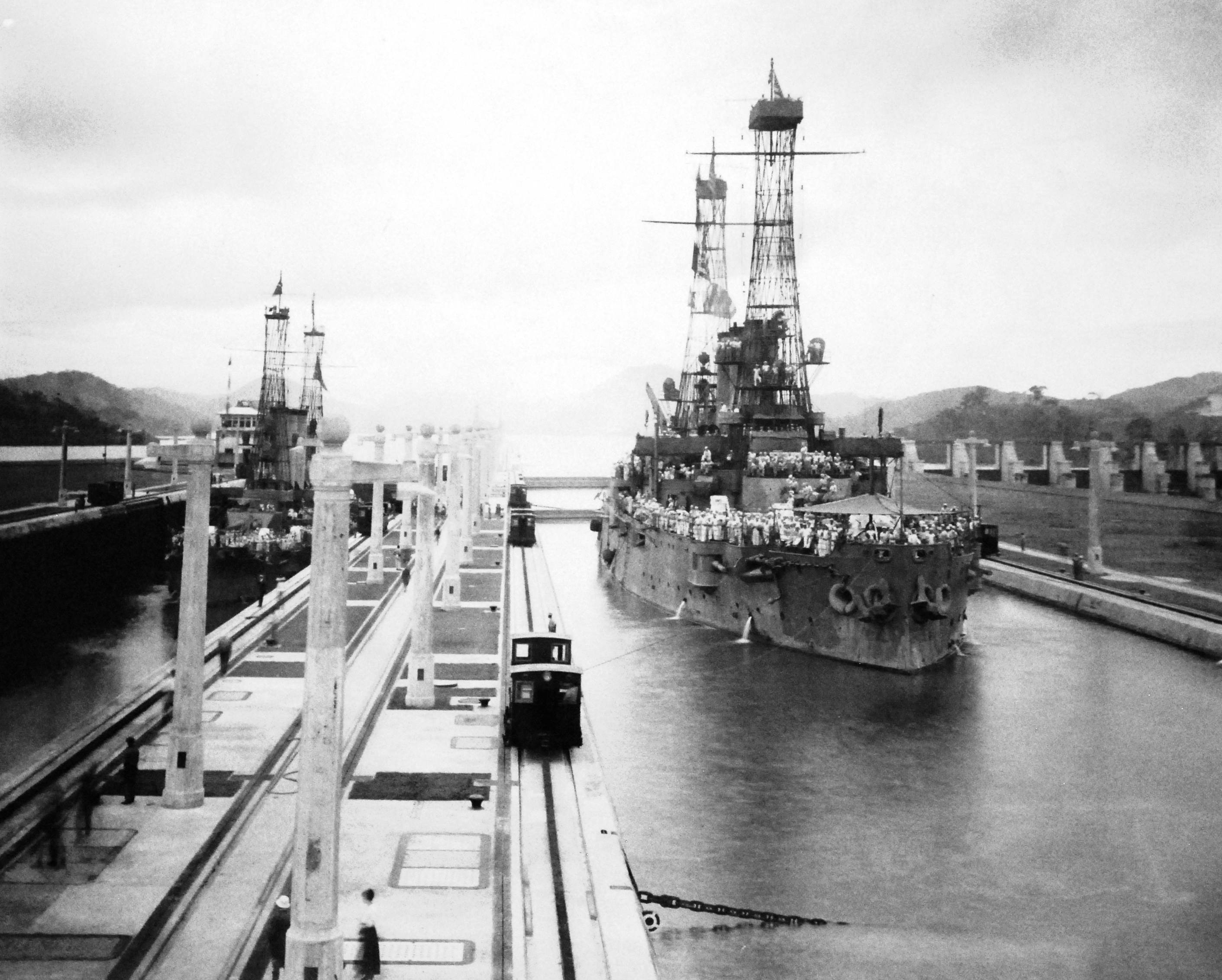
El acorazado estadounidense Missouri transita el Canal de Panamá en el año 1915.

## Entrada en la Gran Guerra

### Antecedentes inmediatos
El 10 de marzo de 1917, ante la situación de crisis que el país estaba viviendo, la Asamblea Nacional aprobó la Ley 46 de 1917. La citada ley confirió al Poder Ejecutivo las suficientes facultades como para entrar en la Primera Guerra Mundial en caso de que los Estados Unidos de América entrasen a la misma, pues se consideraba que el país centroamericano sufriría perjuicios comerciales, fiscales y de seguridad considerables en caso de darse ese supuesto.
Aparte de las facultades al poder ejecutivo, la Ley 46 de 1917 contemplaba también:
- Rebajar el sueldo de los empleados públicos tanto como se considerase necesario.
- Eliminar empleos públicos considerados no esenciales.
- Suprimir la «vagancia», pudiendo emplear a los acusados de la misma en labores agrícolas para aumentar la producción.
- La Fuerza Militar organizada por el Poder Ejecutivo podrá emplearse en la defensa nacional y del Canal de Panamá, acorde a la colaboración con el Gobierno de los Estados Unidos.

### Declaración de guerra

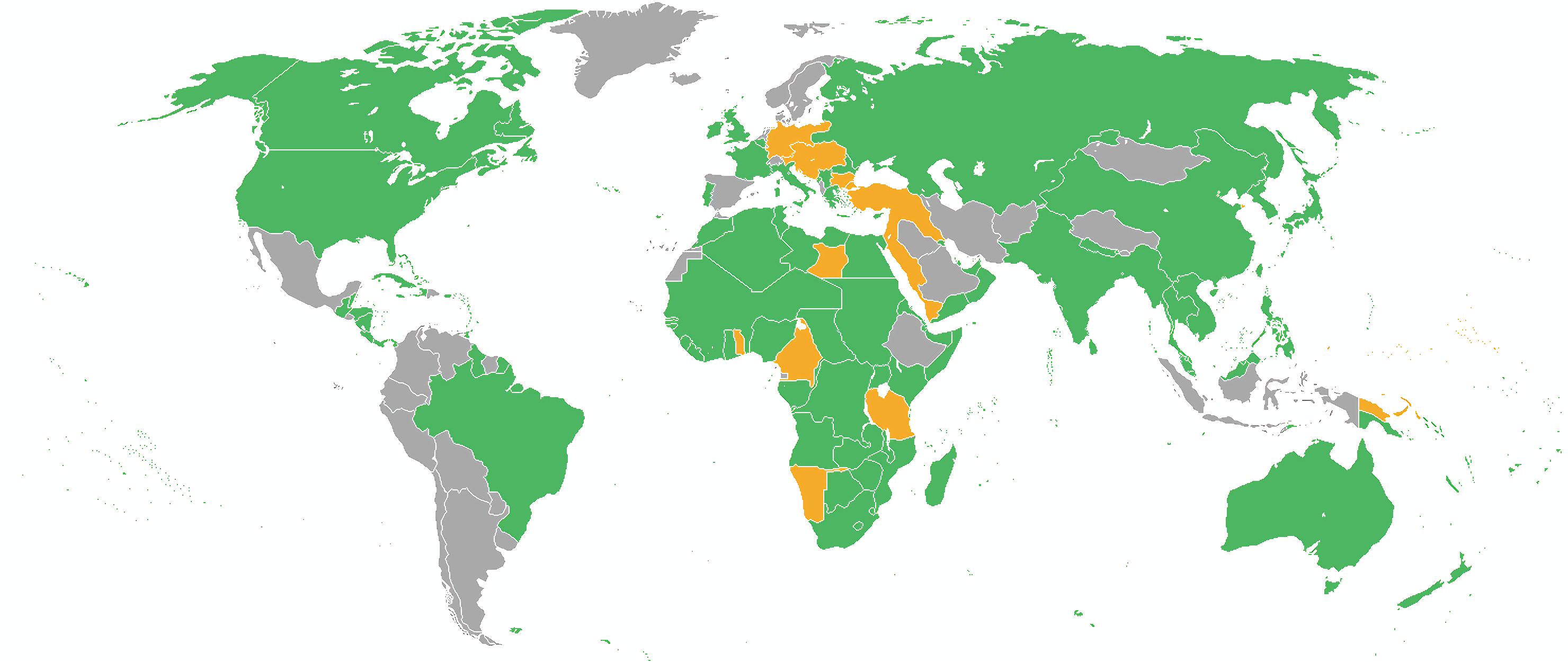
Los participantes en la Primera Guerra Mundial. Aquellos que lucharon junto a los Aliados están en verde, las Potencias centrales en naranja, y los países neutrales en gris.

A comienzos de 1917, Estados Unidos rompió relaciones con el Segundo Reich alemán, lo cual puso sobre aviso al gobierno panameño de que su principal benefactor podía entrar en guerra abierta y provocar una mayor crisis interna al país istmeño.
Poco después del 6 de abril de 1917, día en que Estados Unidos declara la guerra a Alemania, Panamá hará lo propio. En concreto, el 7 de abril, el entonces presidente panameño, Ramón Maximiliano Valdés realizará un discurso que será entendido como declaración de beligerancia a Alemania. Prueba de ello además sería la suspensión de la actividad diplomática y consular alemana en Panamá el 8 de abril; que a su vez respondería Panamá suspendiendo recíprocamente su actividad diplomática y consular en Alemania el 9 de abril.
Estados Unidos detuvo a ciudadanos alemanes en Panamá y los confinó en la Isla de Taboga con el beneplácito de las autoridades panameñas. En respuesta, los germanos confinaron a cinco estudiantes panameños: Alexis Lindo, S. Sabló, Luis Salvat, Gilberto Solís y Francisco Villalaz en la prisión de Holzminden. Matilde de Obarrio, fundadora de la Cruz Roja Panameña, hizo contactos con la Cruz Roja Francesa para asegurarse que les suministraran ropa y comida.
El 23 de mayo de 1917, el presidente estadounidense Woodrow Wilson prohibió el tránsito por el canal de Panamá a buques con pabellón alemán.
En noviembre de 1917, la Asamblea Nacional se reunió en sesión extraordinaria para ratificar la declaración bélica a Alemania, pues aunque la declaración del presidente Valdés se había referido a la Ley 46 de 1917, según la Constitución de Panamá, sólo la Asamblea tenía la capacidad de declarar el estado de guerra. La Asamblea lo ratificó, como ratificaría la declaración de guerra a Austria-Hungría el 10 de diciembre de 1917, después de que Estados Unidos le declarase la guerra el 7 de diciembre.

## Conferencia de Paz

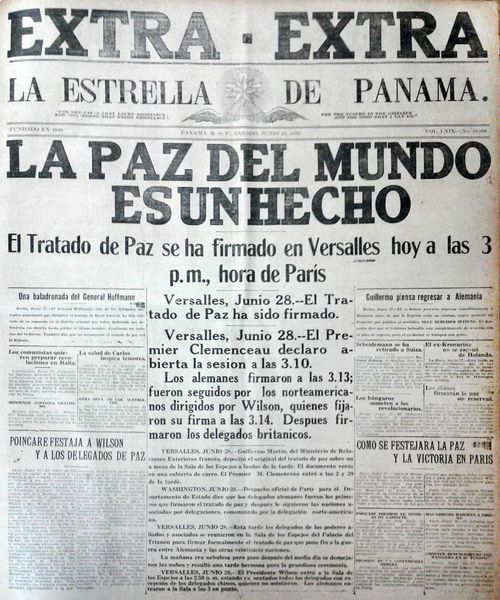
Portada del periódico La Estrella de Panamá anunciando la firma del Tratado de Versalles, 28 de junio de 1919.

Como país que había estado inmerso en la guerra, Panamá participó en la Conferencia de Paz de París amparada además por un miembro del Comité de los Cuatro, Wilson.